# Hanna Olsen
Hanna Olsen, född 23 juni 1889  i Karlskrona amiralitetsförsamling, Karlskrona, Blekinge län, död 10 juni 1990 i Visnums församling, Värmlands län, var en svensk florettfäktare. 
Hanna Olsen vann SM 1918, 1919, 1923, 1925, 1926 och 1931. Hon blev också tvåa i en internationell tävling för damer i Paris 1922. Olsen var 1928–1938 ledamot i Svenska Fäktförbundet samt i Stockholms kvinnliga fäktklubb. Hon är begravd på Galärvarvskyrkogården i Stockholm.